# گروه نورد آلومینیوم
گروه کارخانه‌های تولیدی نورد آلومینیوم (سهامی عام) در سال ۱۳۵۱ در اراک و توسط بخش خصوصی تأسیس شد. 